# Burna Boy
Damini Ebunoluwa Ogulu MFR (Port Harcourt, 2 de julio de 1991),  conocido profesionalmente como Burna Boy, es un cantante, compositor y productor discográfico nigeriano. Saltó al estrellato en 2012 después de lanzar "Like to Party", el sencillo principal de su álbum de estudio debut L.I.F.E (2013). En 2017, Burna Boy firmó con Bad Habit/Atlantic Records en los Estados Unidos y Warner Music Group a nivel internacional. Su tercer álbum de estudio Outside (2018) marcó su debut en un sello importante.
En el 2019, ganó el premio a Mejor acto internacional en los premios BET de 2019 y ese año fue anunciado como artista de Apple Music Up Next. Su cuarto álbum de estudio, titulado African Giant, se lanzó en julio de 2019. Ganó Álbum del año en los All Africa Music Awards de 2019 y fue nominado a Mejor álbum de música mundial en la 62.ª entrega anual de los premios Grammy. Fue galardonado como Artista Africano del Año en los Ghana Music Awards 2020. Burna Boy lanzó su quinto álbum de estudio, Twice as Tall, en agosto de 2020. Ganó el premio al Mejor Álbum de Música del Mundo en la 63.ª Entrega Anual de los Premios Grammy. Ganó Mejor acto internacional en los premios BET del 2021.
El sexto álbum de estudio de Burna Boy, Love, Damini, se lanzó en julio de 2022 y se convirtió en el debut más alto de un álbum africano en la lista Billboard 200. También se convirtió en el álbum africano con las listas más altas en los Países Bajos, el Reino Unido y Francia. En octubre, Burna Boy recibió la placa de Miembro de la Orden de la República Federal por sus logros en la música. En 2023, la revista Rolling Stone lo colocó en el puesto 197 de su lista de los 200 mejores cantantes de todos los tiempos.
Burna Boy actuó en un estadio de fútbol de 80000 asientos con entradas agotadas en Londres el 3 de junio de 2023.

## Vida y carrera

### Educación
Damini Ebunoluwa Ogulu nació el 2 de julio de 1991 en Port Harcourt, estado de Rivers, Nigeria. Su madre, Bose Ogulu, trabajaba como traductora de idiomas y su padre, Samuel, dirigía una empresa de soldadura. Su abuelo materno, Benson Idonije, una vez dirigió Fela Kuti. Más tarde, su madre se convirtió en su mánager. Ogulu creció en el sur de Nigeria y comenzó a hacer sus propios ritmos con FL Studio.  Asistió a la escuela secundaria Corona en Agbara, estado de Ogun, y se mudó a Londres para continuar sus estudios. Estudió tecnología de medios en la Universidad de Sussex del 2008 al 2009, y también estudió comunicaciones y cultura de medios en la Universidad de Oxford Brookes del 2009 al 2010. Burna Boy regresó a Port Harcourt y realizó una pasantía de un año en Rhythm 93.7 FM. Lanzó su carrera musical después de regresar a Lagos.

### 2012-2015:L.I.F.Ey On aSpaceship

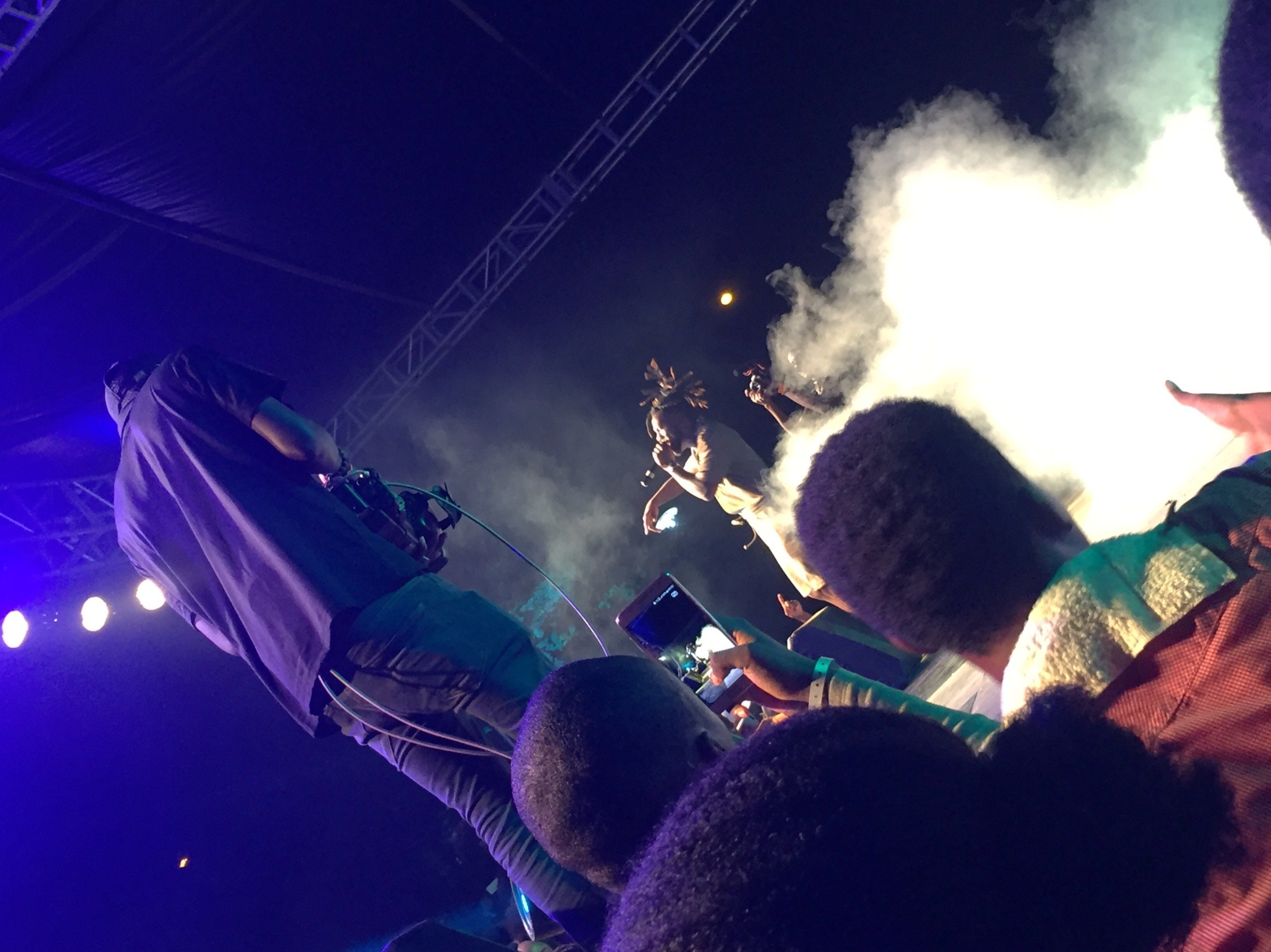
Burna Boy, actuando en el Nativeland Concert, Lagos, Nigeria, en 2016.

Burna Boy debutó con su álbum L.I.F.E. Fue lanzado el 12 de agosto de 2013, como continuación de su segundo mixtape, Burn Identity (2011). El álbum vendió 40.000 copias en el primer día de su lanzamiento. Aristokrat Records luego vendió los derechos de comercialización a Uba Pacific por 10 millones de nairas. El lanzamiento del álbum fue precedido por cinco sencillos: "Like to Party", "Tonight", "Always Love You", "Run My Race" y "Yawa Dey". L.I.F.E fue producido en su totalidad por Leriq y cuenta con colaboraciones de artistas como 2face Idibia, M.I Abaga, Timaya, Olamide, Reminisce y Wizkid, entre otros. Nigeria Entertainment Today  clasificó el álbum en décimo lugar en su lista de los 12 mejores álbumes de 2013. La música del álbum fue inspirada por Fela Kuti, King Sunny Ade y Bob Marley, y recibió críticas generalmente positivas por parte de los críticos musicales, quienes elogiaron su producción. Fue nominado al Mejor Álbum del Año en los Nigeria Entertainment Awards de 2014. En agosto de 2013, L.I.F.E alcanzó el séptimo lugar en la lista Billboard de álbumes de Reggae.
En 2014, Burna Boy se separó de Aristokrat Records. En febrero de 2015, fundó la discografía Spaceship Entertainment, ocho meses después de dejar Aristocrat Records. El segundo álbum de estudio de Burna Boy, titulado On a Spaceship, fue lanzado el 25 de noviembre de 2015. Su primer EP de 7 pistas, Redemption, fue lanzado en septiembre de 2016, y su sencillo principal, "Pree Me", debutó en Noisey. 

### 2022
Burna Boy lanzó su sexto álbum de estudio, Love, Damini, el 8 de julio del 2022. Su lanzamiento fue precedido por los sencillos "Kilometre" y "Last Last".
El 8 de junio del 2022, los escoltas de seguridad armados de Burna Boy supuestamente dispararon e hirieron a dos personas en un club nocturno en Lagos. Según la esposa de una de las víctimas, el incidente comenzó después de que rechazó la invitación de Burna Boy para unirse a él en la sección vip. Cinco guardias de seguridad afiliados a Burna Boy fueron arrestados y acusados de intento de asesinato. La mujer luego acusó al cantante y su familia de tratar de silenciar a su familia con dinero para callar.  Al 20 de junio de ese año, el club no había publicado imágenes de CCTV del tiroteo. Burna Boy realizó su primer concierto en Jamaica el 18 de diciembre de 2022 en el Estadio Nacional de Jamaica.

### 2023
El 1 de enero de 2023, durante la etapa de Lagos de su gira Love, Damini, Burna Boy, visiblemente molesto, negó el rumor del tiroteo en el club nocturno y los rumores de que su madre era una exbailarina de respaldo del pionero de Afrobeat Fela Kuti, el 10 de junio, Boy animó la ceremonia de apertura de la Final de la Liga de Campeones de la UEFA 2022-23 de Pepsi en Estambul, Turquía, junto con la cantante brasileña Anitta y el Dj Alesso.

## Vida personal
Burna Boy comenzó a salir con la rapera británica Stefflon Don en el 2018, romperían su relación a finales del 2022.

## Discografía
- L.I.F.E (2013)
- On a Spaceship (2015)
- Outside (2018)
- African Giant (2019)
- Twice as Tall (2020)
- Love, Damini (2022)
- I Told Them... (2023)
- No Sign of Weakness (2025)